# De salute Dominici gregis

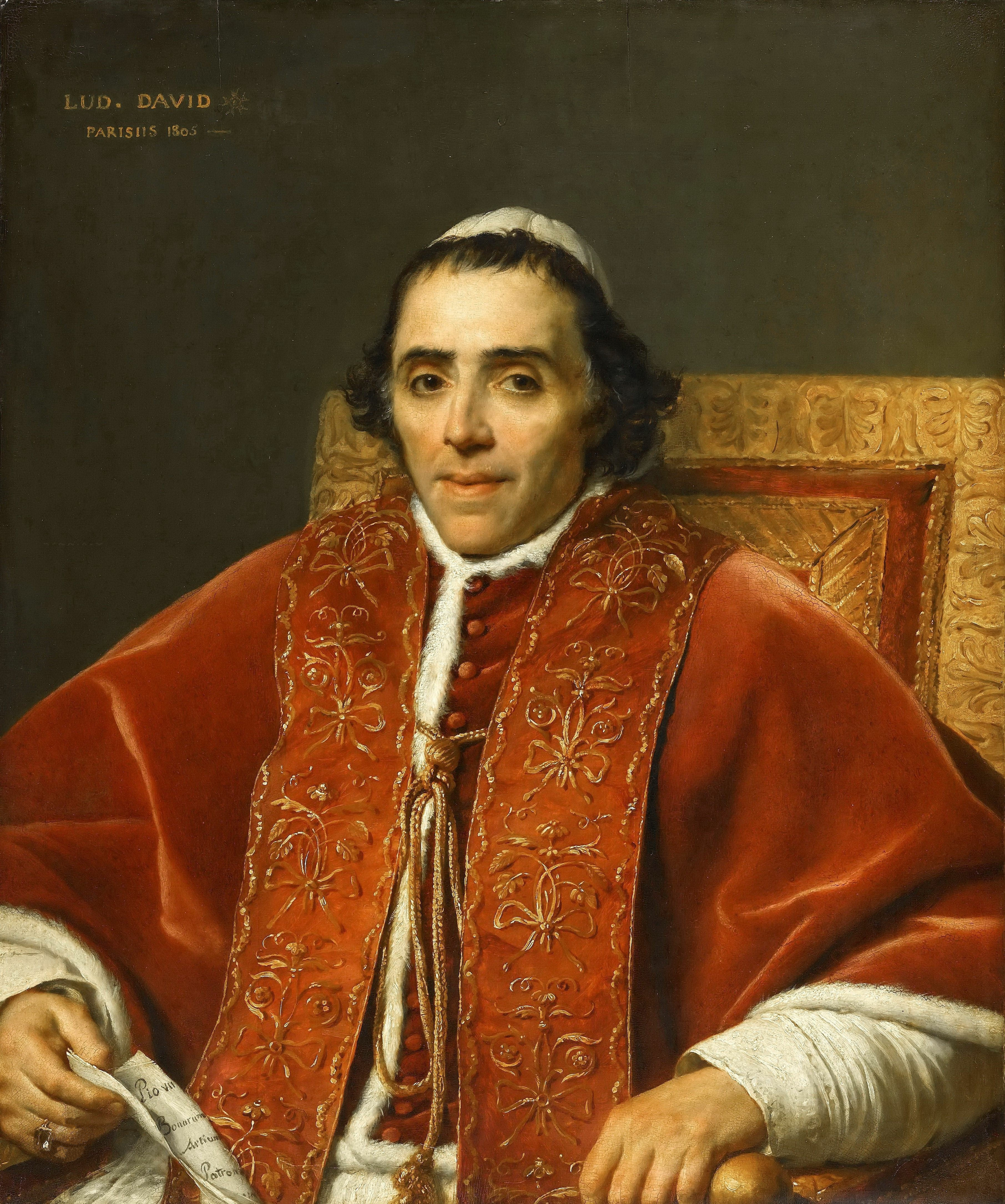
Ritratto di papa Pio VII.

De salute Dominici gregis (Circa la salvezza del gregge del Signore) è una bolla di papa Pio VII, datata 1º maggio 1818, con la quale furono ridisegnate e razionalizzate le circoscrizioni ecclesiastiche della parte veneta del Regno Lombardo-Veneto nell'Impero austriaco.

## Decisioni
La bolla prese le seguenti disposizioni:
- Furono soppresse le diocesi di Torcello e di Caorle e il loro territorio venne annesso a quello del patriarcato di Venezia.[1]
- Le diocesi di Belluno e di Feltre furono unite aeque principaliter; ai vescovi fu fatto obbligo di risiedere 6 mesi a Belluno e 6 mesi a Feltre, alternando il titolo a secondo della residenza in "vescovo di Belluno e Feltre" oppure "vescovo di Feltre e Belluno".[2]
- La sede metropolitana di Udine fu soppressa e la sede di Udine ridotta a semplice diocesi; unitamente alla sede di Chioggia, la provincia ecclesiastica veneziana fu ampliata fino a comprendere tutte le diocesi suffraganee che erano state di Udine, ossia altre 13 diocesi: la stessa Udine, Padova, Vicenza, Verona, Treviso, Ceneda, Concordia, Belluno, Feltre, Cittanova, Capodistria, Parenzo e Pola.[3]
- La diocesi di Adria venne scorporata dalla provincia ecclesiastica di Ravenna e annoverata anch'essa fra le suffraganee del patriarcato veneziano.[4]
- Infine la bolla stabilì la soppressione della prelatura nullius dioecesis di Asola; delle sue 10 chiese parrocchiali, 8 vennero annesse alla diocesi di Mantova e 2 in quella di Brescia.[5]
- Giuseppe Maria Peruzzi, vescovo di Chioggia, fu nominato esecutore della bolla e delle disposizioni pontificie.[6]

## Modifiche territoriali
La bolla stabilì numerose modifiche territoriali tra le varie diocesi coinvolte.
- Patriarcato di Venezia: cedette 1 parrocchia alla diocesi di Gorizia,[7] 1 alla diocesi di Udine[8] e 6 alla diocesi di Ceneda[9] e contestualmente acquisì tutte le parrocchie delle soppresse diocesi di Torcello e di Caorle.[10]
- Diocesi di Udine: perse 8 parrocchie, cedute alla diocesi di Concordia[11], altre 8 passate alla diocesi di Ceneda,[12] 1 alla diocesi di Treviso,[13] infine 13 parrocchie[14] con 34 curazie alla diocesi di Gorizia;[15] in compenso acquisì 2 parrocchie, quella di Turrida dalla diocesi di Concordia[16] e quella di Latisana dal patriarcato di Venezia, a cui furono aggiunte 10 parrocchie[17] e 8 curazie cedute dalla diocesi di Gorizia.[10]
- Diocesi di Vicenza: cedette 7 parrocchie[18] alla diocesi di Padova, ma contestualmente acquisì 10 parrocchie[19] dalla stessa diocesi.[16]
- Diocesi di Padova: cedette 10 parrocchie alla diocesi di Vicenza[19] e acquisì 1 parrocchia dalla diocesi di Verona,[20] 1 da quella di Feltre,[21] 1 da quella di Adria[22] e 7 parrocchie[18] dalla diocesi di Vicenza.[16]
- Diocesi di Verona: perse 1 sola parrocchia[20] a vantaggio della diocesi di Padova.[16]
- Diocesi di Concordia: cedette 1 parrocchia alla diocesi di Udine,[16] ma incorporò 8 parrocchie dalla stessa diocesi.[11]
- Diocesi di Belluno: perse le parrocchie di Mussolente e di Casoni cedute alla diocesi di Treviso.[16]
- Diocesi di Treviso: acquisì 2 parrocchie dalla diocesi di Belluno[16] e 1 da quella di Udine.[13]
- Diocesi di Feltre: perse 1 parrocchia[21] a favore della diocesi di Padova.[16]
- Diocesi di Adria: cedette 1 parrocchia alla diocesi di Padova[22] e altre 6 all'arcidiocesi di Ferrara che si trovavano sulla riva destra del Po, ma contestualmente acquisì le parrocchie delle arcidiocesi di Ravenna[23] e di Ferrara[24] che si trovavano sulla riva sinistra del fiume.[16]
- Diocesi di Gorizia: cedette 10 parrocchie[17] e 8 curazie alla diocesi di Udine,[16] ma contestualmente si ingrandì con 1 parrocchia,[7] ceduta dal patriarcato di Venezia,[10] e 13 parrocchie[14] con 34 curazie già appartenute alla diocesi di Udine.[15]
- Diocesi di Ceneda: ingrandì il proprio territorio con 14 parrocchie, 6 cedute dal patriarcato di Venezia[9] e 8 dalla diocesi di Udine.[12]